# Lykomedes

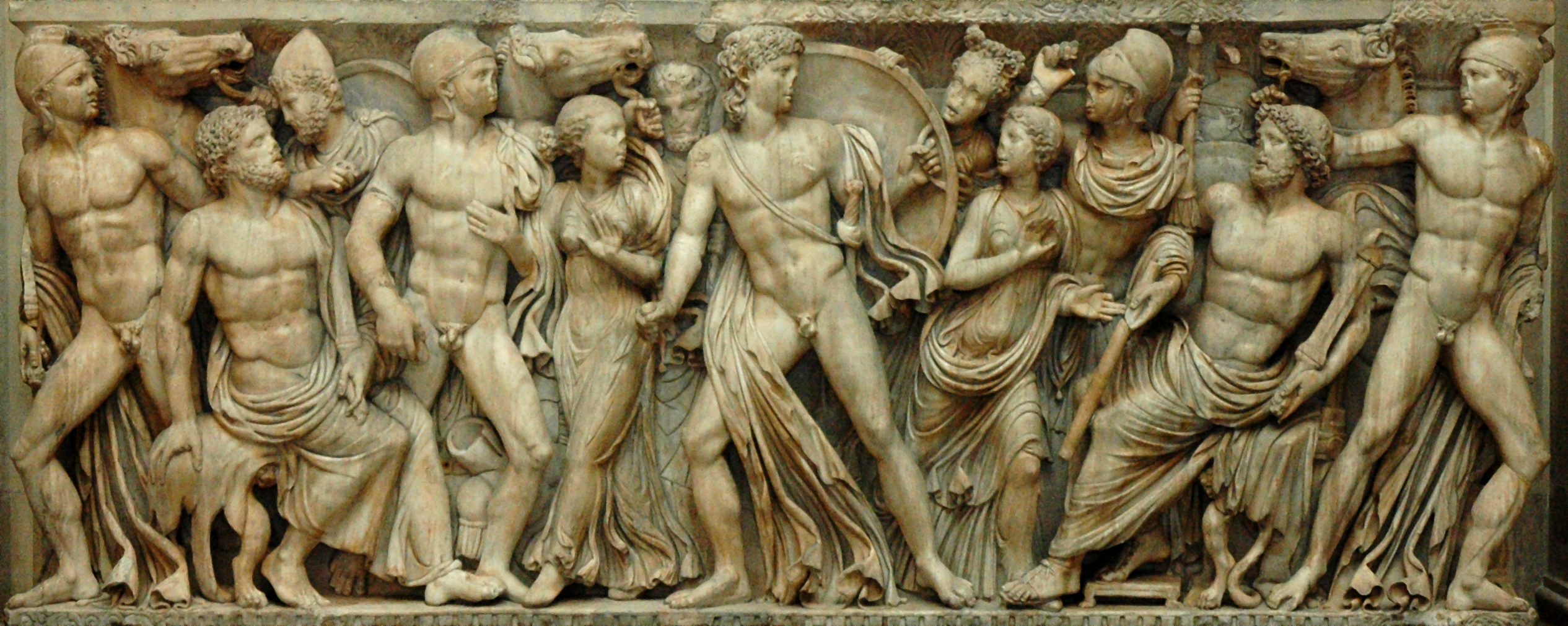
Akilles vid Lykomedes hov. Relief på sarkofag från 200-talet.

Lykomedes, klassisk grekiska: Λυκομήδης, var i grekisk mytologi kung av Skyros, och hos hans döttrar växte den unge Akilles upp. Han var den som i lönndom orsakade Theseus död genom att knuffa honom nedför en brant. Lykomedes var far till Deidameia.